# 平致頼
平 致頼（たいら の むねより）は、平安時代中期の武将。平五大夫と号した。官位は従五位下・備中掾。長田氏などの祖。

## 略歴
坂東平氏の流れを汲む平公雅の三男（平良正の子とも）として誕生。
長徳4年（998年）、同族の平維衡と伊勢国神郡において合戦を繰り広げたため、のちに両者とも朝廷に出頭を命じられ尋問を受けたが、この際維衡は直ちに非を認めて過状（詫び状）を提出し、位階は剥奪されずに淡路国へ移郷とされたのに対し、致頼はなかなか非を認めず過状も提出しなかったため、位階を剥奪の上隠岐国へ配流となった。3年後の長保3年（1001年）、致頼は赦免され五位に復されたという。
しかし寛弘（1007年）4年8月に藤原伊周・隆家兄弟が藤原道長暗殺を計画し致頼に命じていたという噂が流れていたとある。長徳の変の際に致頼の弟の右兵衛尉致光とその兄弟が伊周の郎党として検非違使に家宅に踏み込まれ逃亡していた経緯があった。
また、致頼の姉妹が既に薨去していた伊周・隆家の父藤原道隆の家司の有道惟広の室であり、その息子で致頼の甥に当たる有道惟能が伊周の家司だった事から伊周らはその繋がりで致頼と通じ接触した可能性もある（この時道長は金峰山に向けて8月2日に出立しており、13日には連絡をとるための勅使として源頼定が派遣されたが、その翌日の14日に道長は無事戻ってきており結局暗殺計画は実行されていない）。
その4年後の寛弘8年（1011年）に卒去した。
なお、致頼は平安時代後期の伝記本『続本朝往生伝』に源満仲・満政・頼光・平維衡らと並び「天下之一物」として挙げられるなど、当時の勇猛な武将として高く評価されている。